# المغني (كتاب)
كتاب الْمُغْنِي من مستودعات الفقه الحنبلي، ويمكن اعتباره من أكبر كتب الفقه في الإسلام، ألفه موفق الدين أبي محمد عبد الله بن أحمد بن محمد بن قدامة المقدسي الجماعيلي الدمشقي الصالحي المولود سنة 541 هـ والمتوفى سنة 620 هـ.

## نبذة عن الكتاب
- الكتاب هو شرحٌ لمختصر أبي القاسم عمر بن الحسين الخرقي، كما ذكر المؤلف ذلك بنفسه في أول كتابه

| المغني (كتاب) | ثم رتبت ذلك على شرح مختصر أبي القاسم عمر بن الحسين بن عبد الله الخرقي ، لكونه كتاباً مباركاً نافعاً ومختصراً موجزاً جامعاً، ومؤلفه إمام ٌ كبير صالحٌ ذو دين . | المغني (كتاب) |

## وصف الكتاب
- كتاب المغني يقع في 15 مجلداً مع الفهارس وقد حقق من 12 نسخة مختلفة بأجزاء مختلفة من المكتبة الظاهرية في دمشق، وكذلك 12 نسخة من دار الكتب المصرية، وقد عُمِل على تحقيقه وإخراجه.
- حققه الدكتور عبد الله بن عبد المحسن التركي والدكتور عبد الفتاح محمد الحلو، ووزعته وزارة الشؤون الإسلامية والدعوة والإرشاد في السعودية

## الأقوال عن الكتاب
- قال ابن بدران في:[3] «قال ابن مفلح في المقصد الأرشد: اشتغل الموفق بتأليف المغني، أحد كتب الإسلام، فبلغ الأمل في إنهائه، وهو كتاب بليغ في المذهب، تعب فيه وأجاد، وجمل به المذهب، وقرأه عليه جماعة.»
- أثنى ابن غنيمة على مؤلفه فقال: «ما أعرف أحدا في زماننا أدرك درجة الاجتهاد إلا الموفق.»
- قال عز الدين بن عبد السلام: «ما رأيت في كتب الإسلام مثل المحلى والمجلى لابن حزم، وكتاب المغني للشيخ موفق الدين في جودتهما، وتحقيق ما فيهما ، ونُقِل عنه أنه قال: لم تطِب نفسي بالإفتاء حتى صارت عندي نسخة من المغني .»
- عقب الذهبي في السير على قول العز بن عبد السلام: ما رأيت مثل المحلى والمغني، بقوله: «صدق الشيخ عز الدين، وثالثهما: السنن الكبرى للبيهقي، ورابعها: التمهيد لابن عبد البر، فمن حصل هذه الدواوين وكان من أذكياء المفتين، وأدمن المطالعة فيها، فهو العالم حقا.»
- قال بكر أبو زيد:[4] «المغني في شرح الخرقي. وفيه الدليل، والخلاف العالي، والخلاف في المذهب، وعلل الأحكام، ومآخذ الخلاف، وثمرته؛ ليفتح للمتفقه باب الاجتهاد في الفقهيات»

## نبذة عن المؤلف
الشيخ موفق الدين له كتب عديدة في مذهب الإمام أحمد بن حنبل منها: الكافي، والمقنع، والعمدة وغيرها، وله أيضاً كتاب في أصول الفقه (روضة الناظر وجنة المناظر)، وله كتب أخرى مثل كتاب «الاستبصار في نسب الأنصار» و «التبيين في نسب القرشيين» وهذا في النسب، وكتاب «الاعتقاد» و«البرهان» و«التوابين» و«لمعة الاعتقاد» وهذا الكتاب في العقيدة، وكتاب «فضائل الصحابة» وكتاب «فضائل عاشوراء».
ومن المختصرات كتاب «مختصر العلل للخلال» وكتاب «مختصر الهداية»، كما له أيضاً في بعض المسائل مثل مؤلَفُه «مسألة العلو» و«مسأله في تحريم النظر إلى علم الكلام» و«فتاوى ومسائل منثوره» وأكثر كتبه ذكرها الذهبي وابن رجب والصفدي.